# Stazione di Osteria Nuova
La stazione di Osteria Nuova è una fermata ferroviaria posta sulla linea Bologna-Verona, a servizio del centro abitato di Osteria Nuova, frazione di Sala Bolognese, nella città metropolitana di Bologna.

## Storia
La fermata di Osteria Nuova venne attivata il 7 ottobre 2005 contemporaneamente all'attivazione del nuovo tracciato a doppio binario fra San Giovanni in Persiceto e Tavernelle Emilia.

## Movimento
La fermata è servita da treni regionali svolti da Trenitalia Tper nell'ambito del contratto di servizio stipulato con la regione Emilia-Romagna.
La fermata è interessata dai treni della linea S3 (Bologna Centrale - Poggio Rusco) del servizio ferroviario metropolitano di Bologna.
Al 2007, l'impianto risultava frequentato da un traffico giornaliero medio di circa 180 persone.
A novembre 2019, la stazione risultava frequentata da un traffico giornaliero medio di circa 1090 persone (559 saliti + 531 discesi).

## Servizi
La stazione è classificata da RFI nella categoria bronze.